# Klaviersonate Nr. 18 (Mozart)

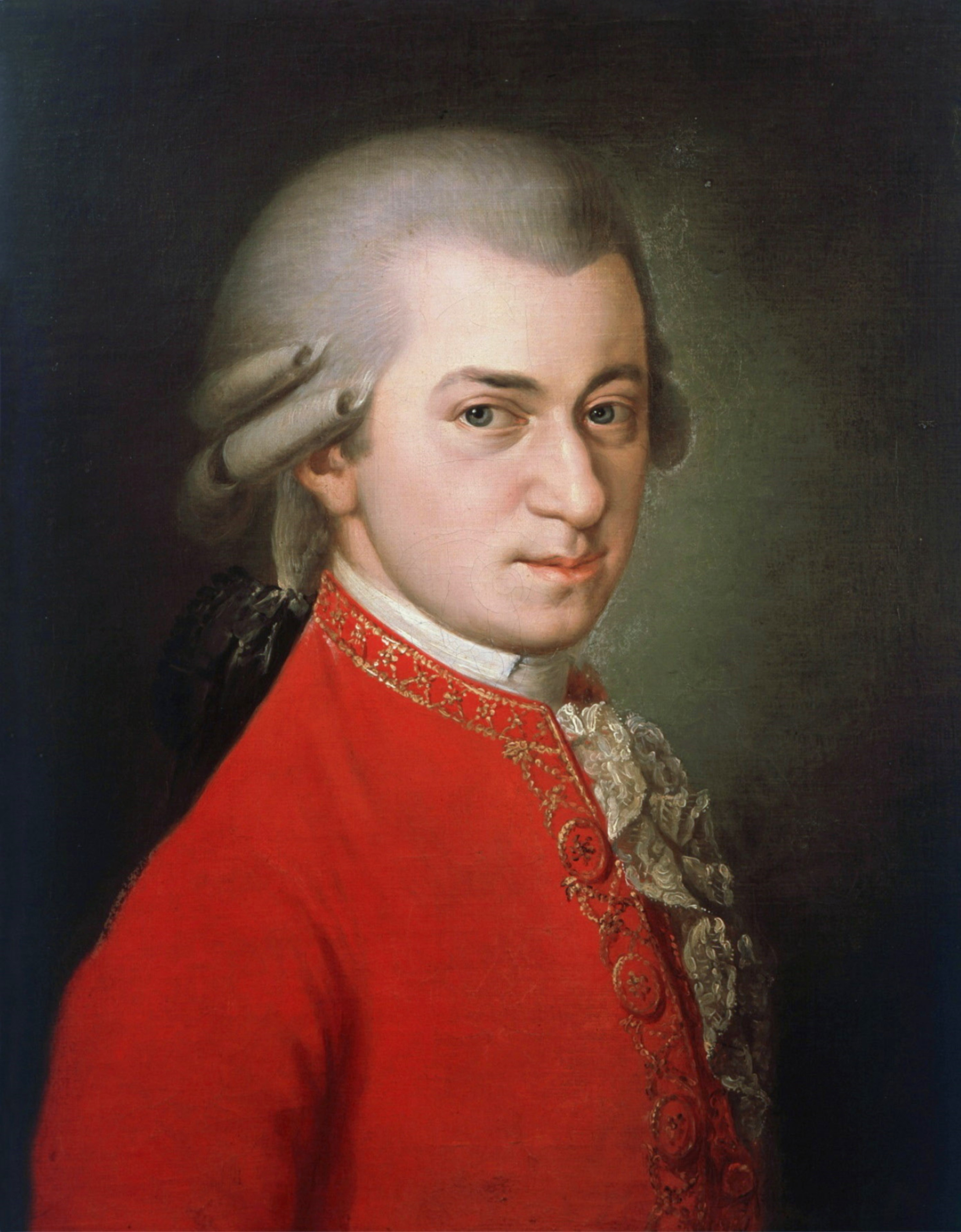
Wolfgang Amadeus Mozart (posthumes Porträt von Barbara Krafft)

Die Sonate Nr. 18 D-Dur KV 576 ist die letzte Klaviersonate von Wolfgang Amadeus Mozart. Er widmete das 1789 in Wien komponierte Werk der preußischen Prinzessin Friederike, der ersten Tochter Friedrich Wilhelms II.
Die kontrapunktische Stimmführung des ersten Satzes zeigt den Einfluss Johann Sebastian Bachs, während in der Verarbeitung der Themen die Beschäftigung mit Joseph Haydn spürbar ist.
Entgegen der ursprünglichen Absicht Mozarts ist die Sonate alles andere als leicht und fordert mit ihrer Synthese aus polyphonem und galantem Stil einen erfahrenen Pianisten.

## Aufbau

### 1. Satz: Allegro
Eine markante Jagdfanfare eröffnet unisono den Sonatenhauptsatz (Allegro, 6/8) und bildet zugleich sein erstes Thema, ein typisches Dreiklangsmotiv mit einem Nachsatz, der durch einen Triller verziert wird, um anschließend in Takt 5 nach e-Moll geführt zu werden. Bereits bei der ersten Themenwiederholung in der Unterstimme tritt ein Kontrapunkt der Oberstimme hinzu und lässt den gebrochenen Akkord in eine Sechzehntelbewegung übergehen. Daraus entwickelt Mozart ab Takt 28 einen Kanon, der mit einer Verzögerung von einem Achtel anhebt. Die schnellen Läufe der Zwischenfiguren prägen die weitere Entwicklung und leiten zum spät erklingenden, kurzen und lyrischen Seitenthema in A-Dur ab Takt 42 über.
In der mit Takt 59 in Moll einsetzenden relativ kurzen Durchführung verarbeitet Mozart das einprägsame Jagdmotiv kanonisch und lässt das zweite Thema nur flüchtig anklingen.
Als harmonischer Höhepunkt erscheint der in der Exposition (Takt 40) kurz angedeutete Walzer im entlegenen Fis-Dur. Über eine Quintfall-Modulation leitet Mozart die Reprise ein, in der das Seitenthema in D-Dur erscheint. Der rasche Übergang und die dissonanten Einsätze der sich abwechselnden Hände in den Takten 112 und 113 lassen allerdings zunächst an eine Scheinreprise denken. Die durchführungsartige Episode ab Takt 108 erinnert mit ihren Imitationen und Sechzehntel-Passagen an Bachs Inventionen.
Sehr früh und anders als in der Exposition folgt in Takt 122 das zweite Thema in D-Dur, das nun nicht mehr frühzeitig abgerissen wird und in Sechzehntel übergeht, sondern als regulärer Achttakter (bis Takt 129) sein gesangliches Potential ausschöpfen kann. Überraschend ist der verminderte Septakkord in Takt 152 als dramatischer Höhepunkt der Reprise, dem lediglich eine knappe Schlussgruppe folgt.

### 2. Satz: Adagio
Der zweite, langsame Satz (Adagio, 2/4) ist dreiteilig. Zwischen den 16 Takten des gesangvollen Anfangsteils, dessen Hauptthema ab Takt 44 wieder aufgenommen wird, befindet sich ein inniger, in fis-Moll beginnender Mittelteil. Er umfasst ein schmerzliches Parlando über repetierenden Sechzehnteln der Linken (Takte 17–22), eine Art Bauerntanz in D-Dur (Takte 24–27) und schließlich Passagenwerk, das auf beide Hände verteilt wird und in Takt 32 in das Parlando überleitet. Die Stimmung des erneut einsetzenden Tanzes ist durch das fis-Moll getrübt. Eine Coda ab Takt 59 rundet den zweiten Satz ab.
Mit seinen chromatischen, teilweise improvisatorisch anmutenden Episoden und Modulationen, den verminderten Akkorden und dem Zwischenspiel in fis-Moll erinnert er stellenweise an das lyrische Klarinettenquintett KV 581.

### 3. Satz: Allegretto
Bei dem Finale (Allegretto, 2/4) handelt es sich um ein ausgelassenes Rondo mit zwei Couplets und dem Formschema ABACBA. Es arbeitet mit kanonischen Imitationen und schwankt in seiner Haltung zwischen der Virtuosität und Mehrstimmigkeit des ersten und der Homophonie des zweiten Satzes, an den es thematisch anknüpft. Der Satz beginnt technisch einfach, geht aber bereits bei der Wiederholung des achttaktigen Themas mit der absinkenden Triolenbewegung der linken Hand und den folgenden ausholenden Akkordbrechungen ins Virtuose über.

## Hintergrund
1789 hatte Mozart den Berliner Hof besucht und gehofft, neue Kompositionsaufträge oder sogar eine eigene Anstellung zu erhalten. Für den König, der Cello spielte, wollte er sechs Streichquartette, für dessen Tochter hingegen einige Sonatinen komponieren. Häufig wird angenommen, dass von diesen Sonatinen die D-dur-Sonate KV 576 die einzige tatsächlich komponierte sei. Da sie aber zu Mozarts „anspruchsvollsten Klavierwerken“ zählt, wird diese Annahme in der neueren Forschung angezweifelt. „Man muß es hinnehmen, daß wir über den Grund der Entstehung dieser Sonate nichts wissen […].“